# Коллинз, Роджер
Роджер Коллинз (англ. Roger J. (John) H. (Howard) Collins; род. 2 сентября 1949, Лондон) — британо-английский историк-медиевист, испанист, религиовед, историк папства. Доктор, почётный феллоу Эдинбургского университета, феллоу Королевского исторического общества и Society of Antiquaries of Scotland.
Обучался в Оксфорде в Куинз-колледже и St Cross College, Oxford — у Питера Брауна и J. M. Wallace-Hadrill. Затем преподавал в университетах Ливерпуля и Бристоля. С 1994 года в Эдинбургском университете, почетный феллоу кафедры истории с 1998 года. Член консультативного совета Journal of International History. Его интересует сравнительная культурная и религиозная история Евразийского континента и Северной Африки в период ок. 200—900 гг. н. э. Работает над книгой по истории Евразии в период ок. 200—900 н. э.
Early Medieval Europe 300—1000 (1999) — его второе издание классического учебника истории раннесредневековой Европы, полностью обновленное и переработанное. Также вышло третье издание.
Автор Keeper’s of the Keys: A History of the Papacy (Basic Books, 2009). Автор материала об Ангусе Маккее в Biographical Memoirs of Fellows of the British Academy.